# Goran Dragić
Goran Dragić (ur. 6 maja 1986 w Lublanie) – słoweński koszykarz grający na pozycji rozgrywającego. Mistrz Europy 2017 jako reprezentant Słowenii.
Dragić rozpoczął karierę w klubie Ilirija Lublana, w którym zadebiutował w sezonie 2003/04 w rozgrywkach drugiej ligi słoweńskiej, po czym podpisał kontrakt ze Slovanem Lublana, którego barwy reprezentował przez kolejne dwa sezony. W sezonie 2004/05 zdobywał średnio 6,2 punktu na mecz. Rok później zdobywał średnio 11,3 punktu na mecz, a także znacznie więcej zbiórek, asyst i przechwytów – w tym sezonie wraz ze Slovanem zdobył również mistrzostwo Słowenii, wystąpił też w meczu gwiazd. W następnym sezonie występował w ekstraklasie hiszpańskiej, w zespole CB Murcia, w którym notował jednak gorsze statystyki niż w Slovanie – średnio 4,6 punktu i niespełna 2 asysty na mecz. W sezonie 2007/08 powrócił do Lublany, tym razem reprezentując barwy Olimpiji, z którą – tak jak wcześniej ze Slovanem – zdobył mistrzostwo kraju. W tym sezonie w ekstraklasie słoweńskiej Dragić zdobywał średnio 11,3 punktu i 3,35 asysty na mecz, a w rozgrywkach Euroligi – średnio 9,7 punktu i 3,07 asysty na mecz. Przed sezonem 2008/09 zgłosił się do draftu NBA, w którym został wybrany z numerem 45 przez San Antonio Spurs, jednak jeszcze tego samego dnia jego kontrakt pozyskał zespół Phoenix Suns w zamian za kontrakt Malika Hairstona, prawa do wyboru w drugiej rundzie draftu w roku 2009 oraz gotówkę. W pierwszym sezonie w NBA Dragić wystąpił w 55 meczach, w których notował średnio 4,5 punktu, 2 asysty i 1,9 zbiórki na mecz. W sezonie 2009/10 zagrał w 80 meczach, w których zdobywał średnio 7,9 punktu, 3 asysty i 2,1 zbiórki na mecz. 25 stycznia 2010 roku, w meczu przeciwko Utah Jazz, ustanowił swój rekord punktowy w NBA – 32, trafiając 10 z 13 rzutów z gry, w tym 6 z 7 rzutów za trzy punkty. Najszerszym echem odbił się jednak jego występ przeciwko San Antonio Spurs w półfinale play-off Konferencji Zachodniej, kiedy to Dragić w czwartej kwarcie zdobył 23 punkty, istotnie przyczyniając się do zwycięstwa Suns w tym meczu, jak i w całej serii.
Dragić występował również w reprezentacji Słowenii – uczestniczył w  mistrzostwach Europy do lat 20 w latach 2004 i 2005 (w 2004 zdobył mistrzostwo). Od 2006 roku gra w seniorskiej reprezentacji, z którą występował na mistrzostwach świata w 2006 roku oraz w mistrzostwach Europy w latach 2007 i 2009. W lutym 2011 brał udział w wymianie w ramach której trafił Houston Rockets Od lipca 2012 roku zawodnik Phoenix Suns. W 2015 roku przeszedł z Arizony na Florydę, do Miami Heat w zamian za 2 wybory w drafcie, Danny’ego Grangera, Shawne'a Williamsa, Justina Hamiltona i Norrisa Cole’a.
23 kwietnia 2014 otrzymał nagrodę dla zawodnika który poczynił największe postępy w sezonie 2013/14. Został wybrany do trzeciej piątki All-NBA Team za sezon 2013/14.
17 września 2017 w Stambule poprowadził swoją reprezentację do mistrzostwa Europy – pierwszego w historii swej Ojczyzny medalu EuroBasketu, a w meczu finałowym zdobył 35 punktów. Został wybrany sportowcem roku 2017 w Słowenii.
6 sierpnia 2021 trafił w wyniku wymiany do Toronto Raptors. 10 lutego 2022 został wytransferowany do San Antonio Spurs. 22 lutego 2022 zawarł umowę z Brooklyn Nets. 2 sierpnia 2022 dołączył do Chicago Bulls. 4 marca 2023 podpisał kontrakt do końca sezonu z Milwaukee Bucks.

## Osiągnięcia

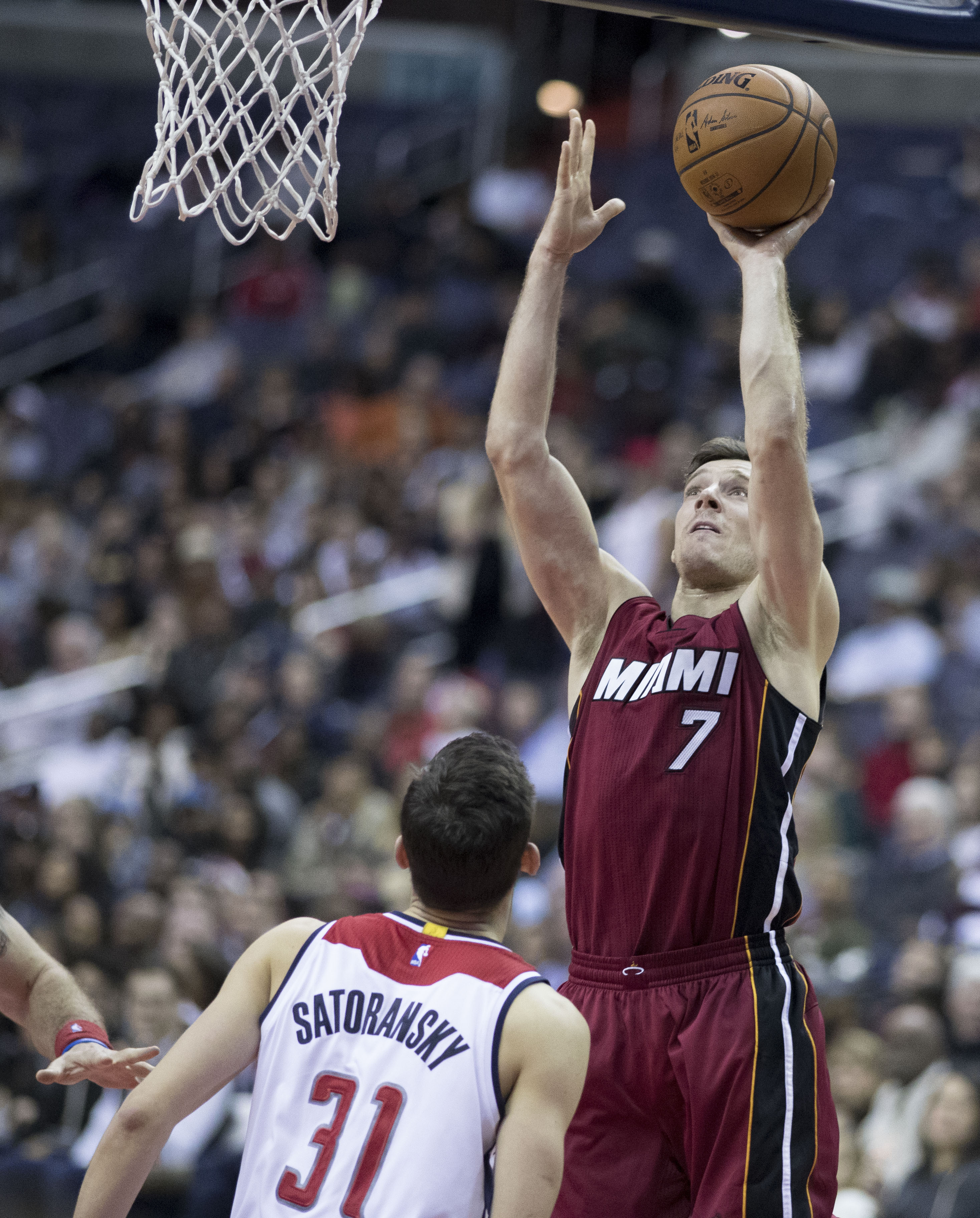
Dragić w barwach Miami Heat (2016).

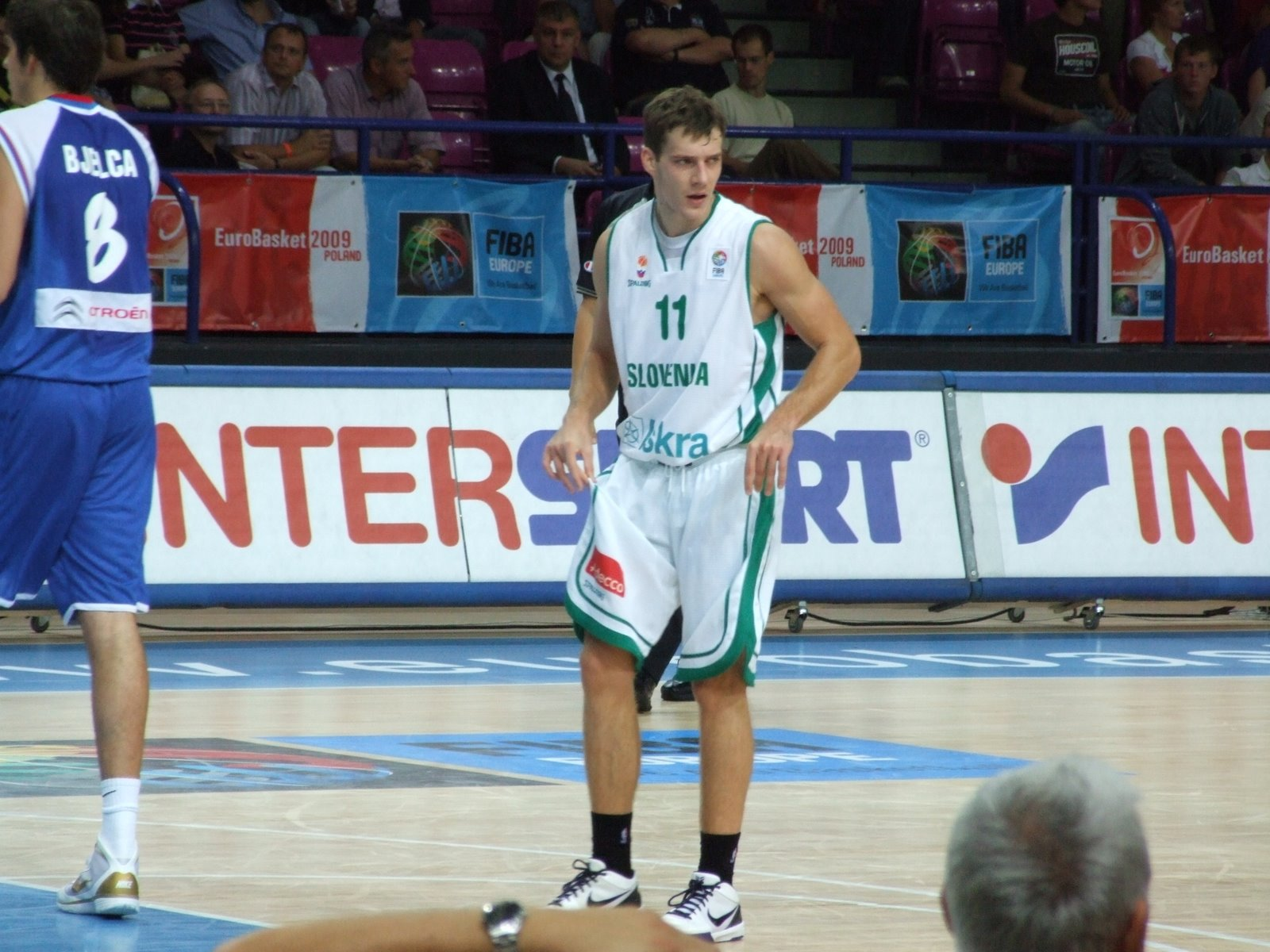
Dragić w barwach kadry Słowenii podczas Eurobasketu 2009.

Na podstawie, o ile nie zaznaczono inaczej.

### NBA
- Wicemistrz NBA (2020)
- Największy postęp NBA (2014)[18]
- Zaliczony do III składu NBA (2014)
- Uczestnik:
  - meczu gwiazd NBA (2018[a])
  - Skills Challenge (2014)
- Zawodnik tygodnia NBA (9.04.2012, 3.02.2014)

### Klubowe
- Mistrz Słowenii (2008)
- Wicemistrz Słowenii (2005, 2006)
- Brąz Ligi Adriatyckiej (2008)
- Zdobywca pucharu Słowenii (2008)

### Indywidualne
- Zawodnik roku:
  - Euroscar (2017)
  - All-Europeans (2017)
- Debiutant roku ligi słoweńskiej (2005)
- Uczestnik meczu gwiazd ligi:
  - słoweńskiej (2006)
  - adriatyckiej (2008)

### Reprezentacja
Drużynowe
- Mistrz:
  - Europy:
    - 2017
    - U–20 (2004)

  - pucharu Stankovicia (2007, 2010)
- Uczestnik mistrzostw:
  - świata (2006 – 12. miejsce, 2010 – 8. miejsce, 2014 – 7. miejsce)
  - Europy:
    - 2007 – 7. miejsce, 2009 – 4. miejsce, 2011 – 7. miejsce, 2013 – 5. miejsce, 2017
    - U–20 (2004, 2005 – 10. miejsce)

Indywidualne
- MVP:
  - Eurobasketu (2017)
  - pucharu Stankovicia (2010)
- Zaliczony do I składu Eurobasketu (2013, 2017)